# تریلاجی
تریلاجی (انگلیسی: Trilogy) شرکت مخابرات آمریکایی است، که در سال ۲۰۰۵ تأسیس شد.